# Dry Cleaning
Dry Cleaning est un groupe de post-punk britannique formé dans le sud de Londres en 2018. Le groupe est composé de la chanteuse Florence Shaw, du guitariste Tom Dowse, du bassiste Lewis Maynard et du batteur Nick Buxton.

## Biographie
Formé en 2018, le groupe se caractérise par l'utilisation du spoken word au lieu de voix chantées, ainsi que par des paroles non conventionnelles. Leur style musical a été comparé à la première vague du post-punk, notamment Wire, Magazine et Joy Division.
Leur premier album New Long Leg est publié chez 4AD le 2 avril 2021. Il est enregistré avec John Parish aux Studios Rockfield, de même que son successeur, Stumpwork, qui suit en octobre 2022. La pochette de ce dernier, qui représente un savon sur lequel le titre de l'album est écrit en toutes lettres avec des poils pubiens, suscite un vif débat sur les réseaux sociaux en 2022. Ses directeurs artistiques, Luke Brooks, James Theseus Buck et Annie Collinge remportent le Grammy Award de la meilleure pochette d'album (Grammy Award for Best Recording Package) lors de la 66e cérémonie des Grammy Awards du 4 février 2024.

## Membres
- Florence Shaw – chant
- Lewis Maynard – basse
- Tom Dowse – guitare
- Nick Buxton – batterie

Portrait des membres actuels
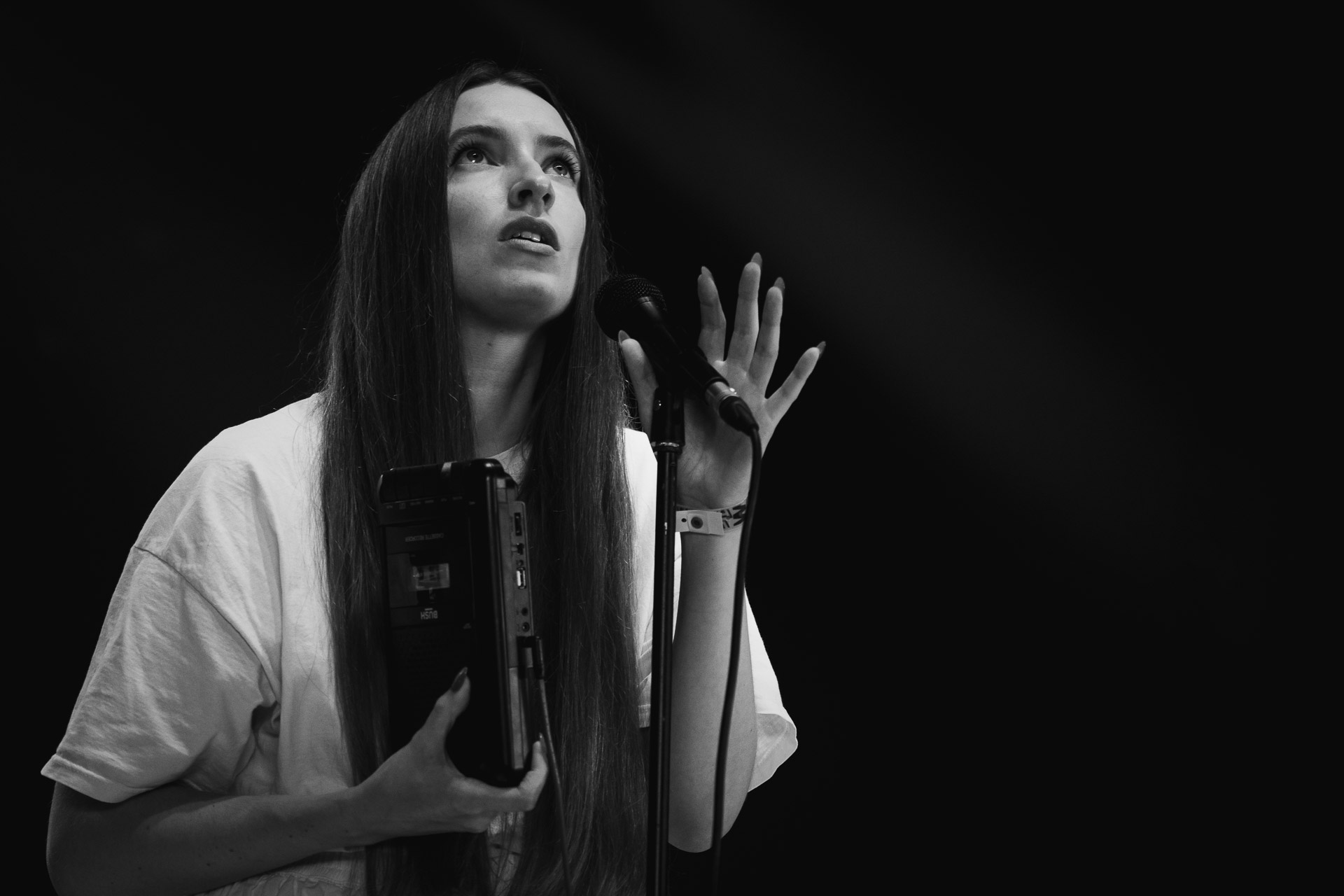
Florence Shaw
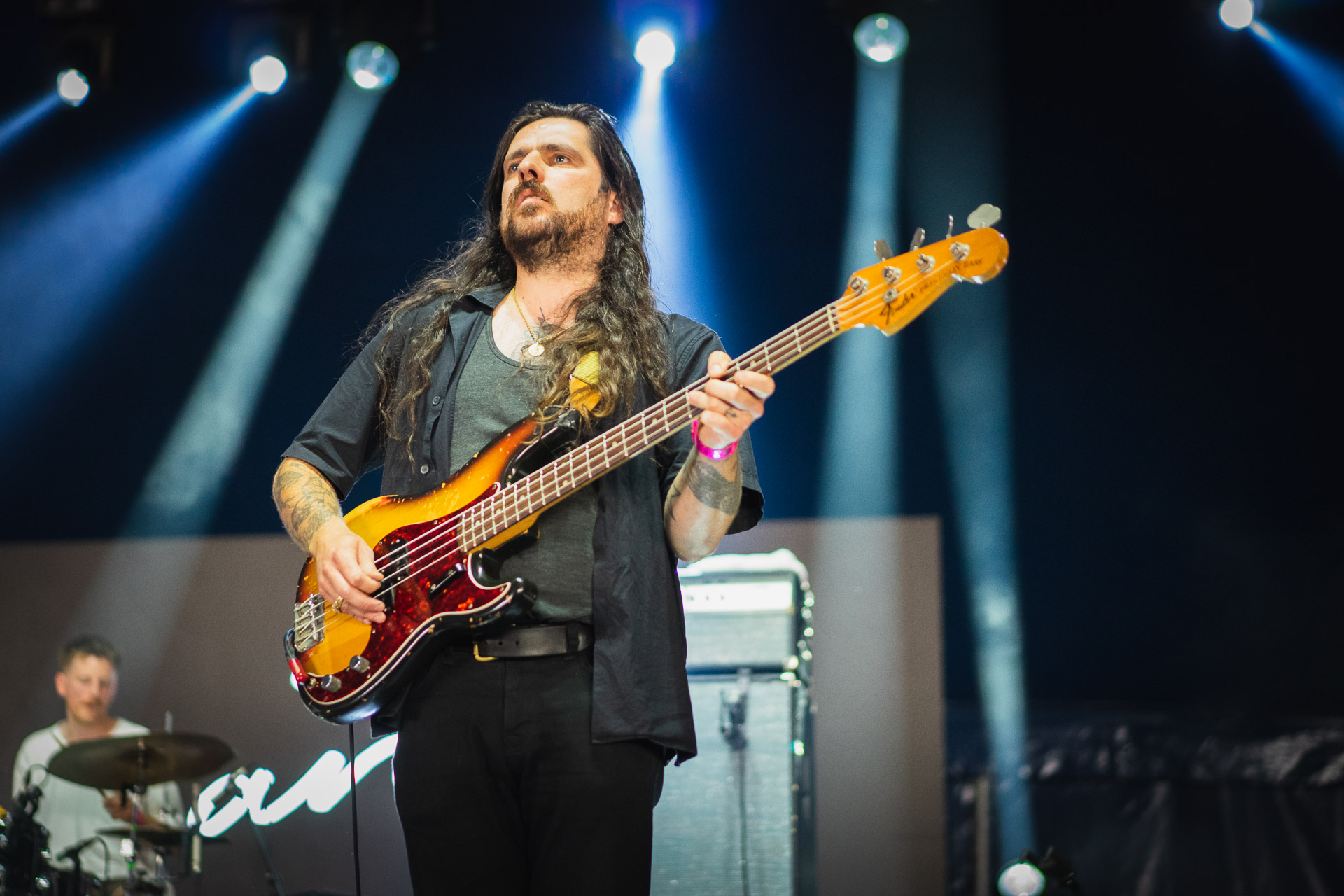
Lewis Maynard
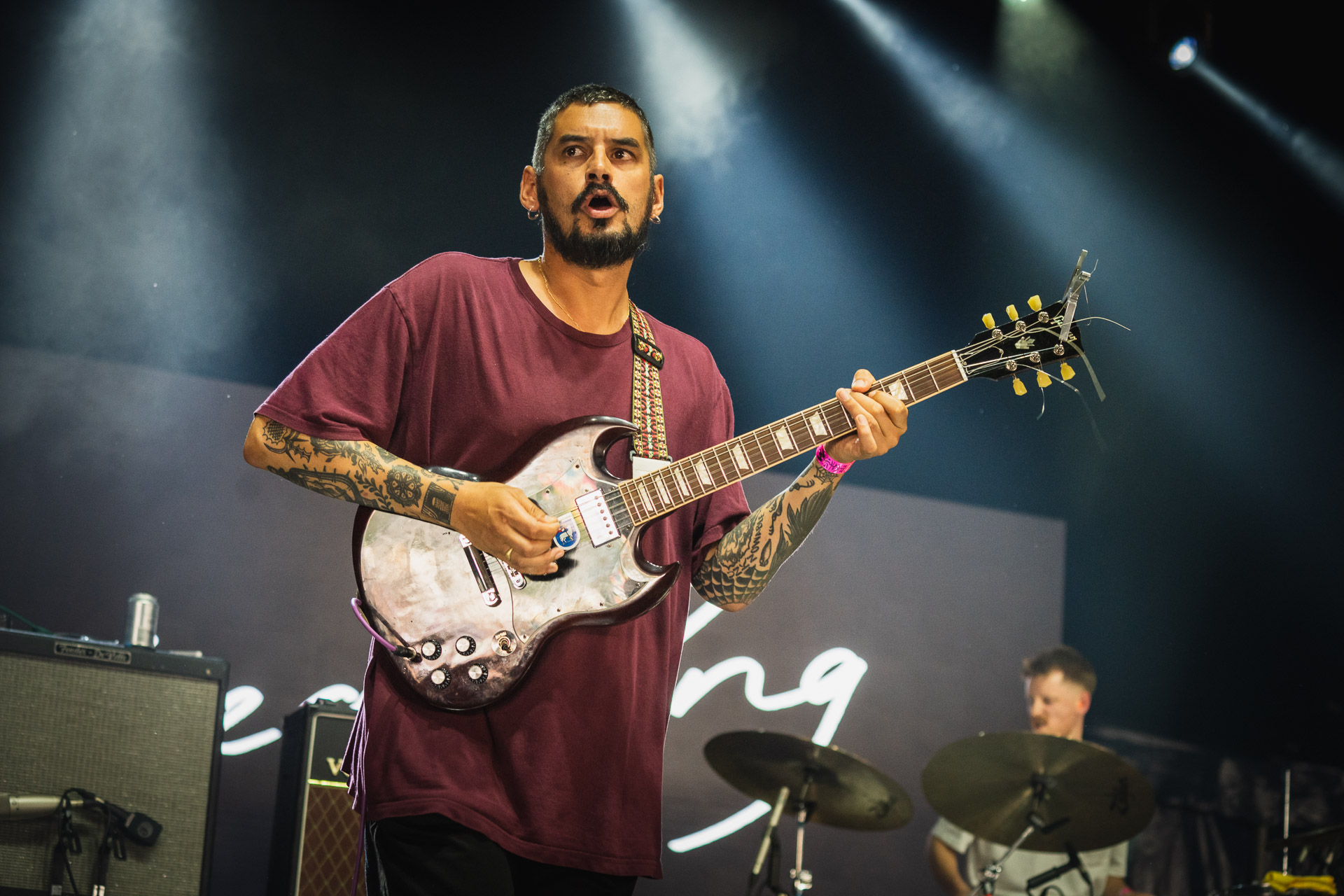
Tom Dowse
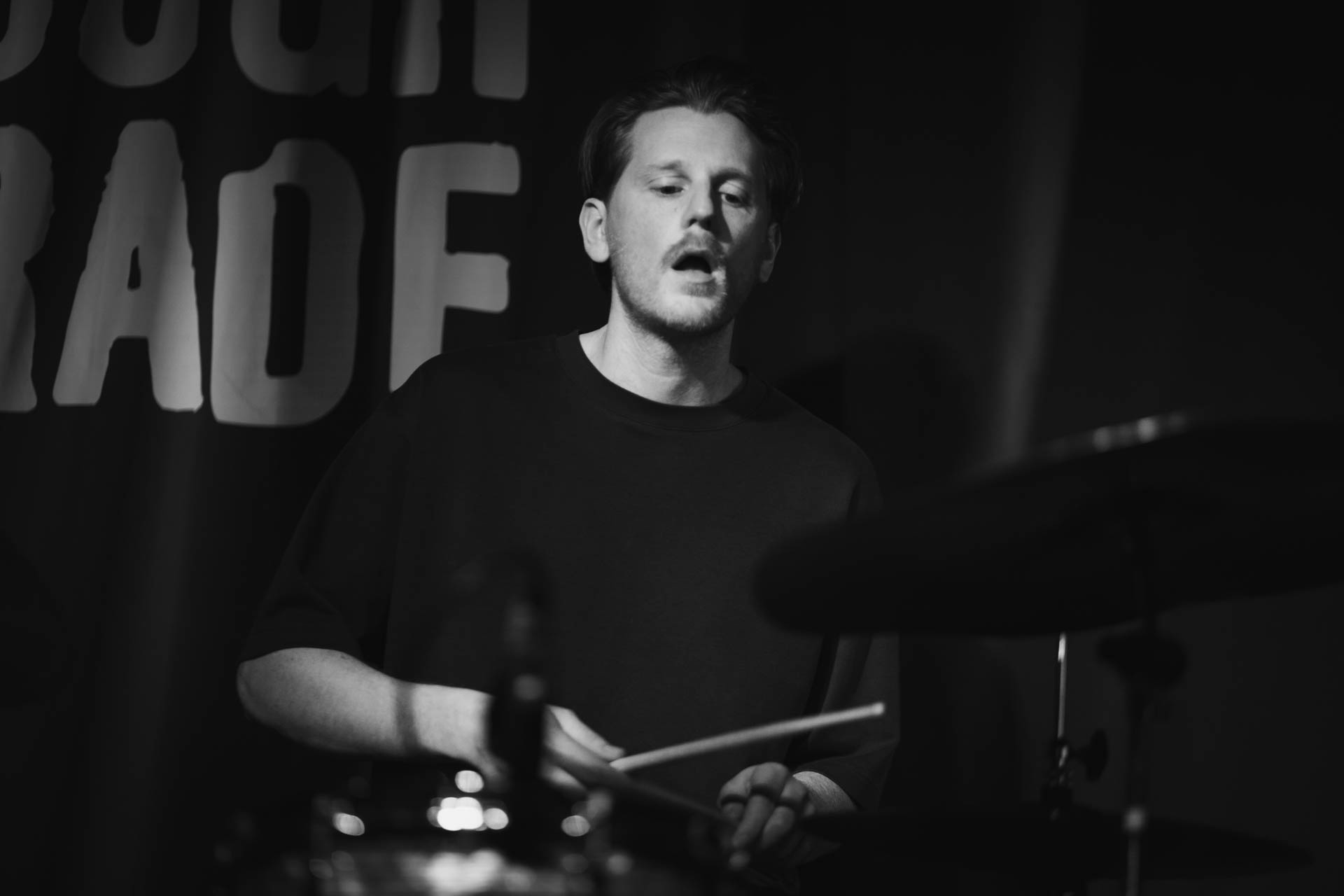
Nick Buxton

## Discographie

### Albums studio
- 2021 : New Long Leg (4AD)
- 2022 : Stumpwork (4AD)

### EP
- 2018 : Sweet Princess
- 2019 : Boundary Road Snacks and Drinks
- 2021 : Tascam Tapes (4AD)